# 133744 Dellagiustina
133744 Dellagiustina è un asteroide della fascia principale. Scoperto nel 2003, presenta un'orbita caratterizzata da un semiasse maggiore pari a 2,6170710 UA e da un'eccentricità di 0,1757910, inclinata di 11,26470° rispetto all'eclittica.